# Boskapsvaktare

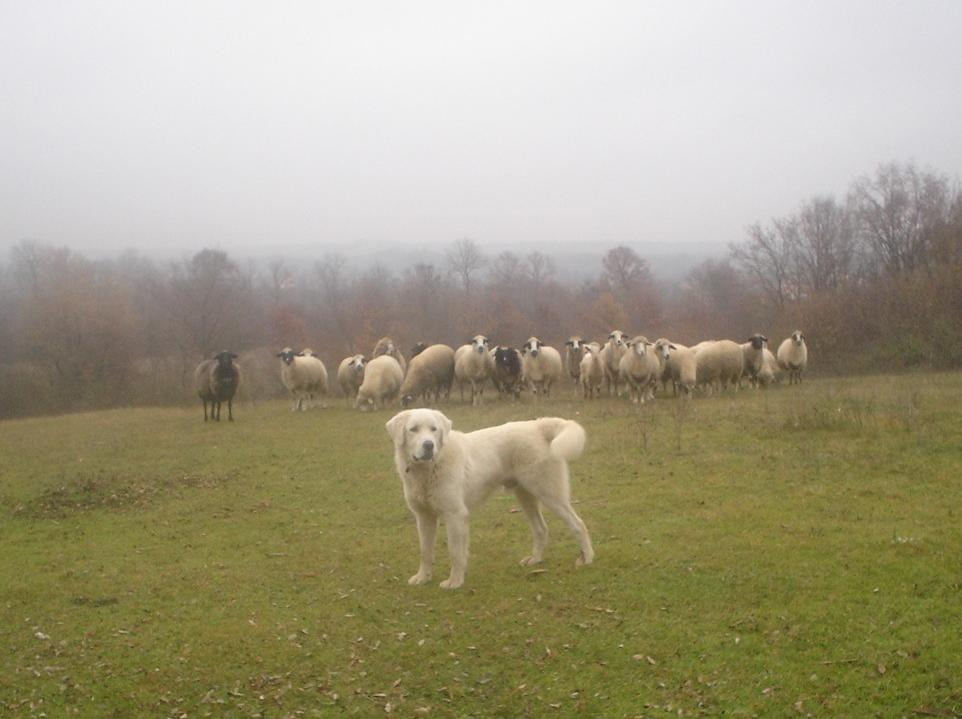
En boskapsvaktande hund med sin fårflock.

Denna artikel handlar om boskapsvaktare, för andra betydelser se boskapshund.
Boskapsvaktare eller boskapsvaktande hundar är arbetande brukshundar med uppgift att skydda frigående djur som tamfår och tamgetter samt även nötkreatur och hästar mot rovdjursangrepp. Denna uppgift anses vara en av tamhundens allra äldsta, alltsedan människan började hålla andra husdjur för sin livsmedelsförsörjning. På många håll i södra och östra Europa, Mindre Asien, Kaukasus, Centralasien, Mellanöstern och Nordafrika där lösdrift tillämpas har traditionen med boskapsvaktande hundar levt kvar. Den moderna metodiska tillämpningen av boskapsvaktare i länder utan sådan tradition har sitt ursprung i USA på 1970-talet.

## Boskapsvaktaren och andra hundar
En boskapsvaktare är ingen vallhund i snäv bemärkelse, den skall följa flocken, inte driva den. En boskapsvaktare skall vara präglad på sin flock, inte på människor, men den skall gå att hantera och får inte vara aggressiv mot människor. Präglingen börjar när hunden är valp, då den får vistas tillsammans med husdjuren i en fålla. Hunden skall uppleva att den är en i flocken och vara undergiven gentemot de andra flockmedlemmarna.
Skyddet består av flera led. När rovdjuren känner vittringen av hundarna eller deras doftmarkeringar från urinen drar de sig för att komma nära husdjuren. Om hundarna hör eller känner vittringen av rovdjur skrämmer de iväg dessa med skall. I sista hand går det till närstrid mellan hund och rovdjur.
Det finns tre slag av boskapsvaktare:
- Flockvaktare som följer djur i lösdrift.
- Territorialvaktare som vistas med djur i inhägnader.
- Herdehundar som arbetar med en herde och som har till uppgift att varsla om samt avskräcka annalkande rovdjur. Herdehundar kan ha den dubbla uppgiften att vara både vall- och vakthundar.

En traditionell kombination av vallhund och flockvaktare är raserna puli och komondor från det ungerska pusztan; pulin drev fåren dagtid medan komondoren patrullerade oavbrutet på natten. Boskapsvaktare kan vara av vilken storvuxen och vädertålig hundras som helst, men det skall helst vara en ras som har sysslat med dessa uppgifter traditionellt. De hundraser som avlats fram som renodlade boskapsvaktare är av rastypen bergshundar. Enligt den internationella kennelfederationen Fédération Cynologique Internationales (FCI) gruppindelning av hundraser hör bergshundarna till undersektionen stora herdehundar och bergshundar till sektion 2, molosser- och bergshundar, i grupp 2, schnauzer och pinscher, molosser- och bergshundar samt sennenhundar. Herdehundar kan vara antingen från denna kategori eller från sektion 1 i gruppen vall-, boskaps- och herdehundar.
Det nya intresset för boskapsvaktare hör samman med önskemålet att få jordbrukets djurhållning att samsas med intresset att bevara hotade rovdjur. I Namibia används boskapsvaktare för att skydda husdjur mot geparder. I Skandinavien handlar det bland annat om att kunna värna både vargen och fäboddriften.

## Boskapsvaktare i Sverige
För att få använda en boskapsvaktare krävs tillstånd av länsstyrelsen. Sådant tillstånd behövs både vid lösdrift och om djuren vistas i hägn. För att inte strida mot Jaktförordningen får hundarna inte ha något jaktintresse. De får inte heller visa aggressivitet mot människor eller främmande hundar, så att allemansrätten inskränks. Som vid all annan hundhållning gäller principen om strikt ansvar enligt Lagen om tillsyn över hundar och katter.
I Sverige fanns 2010 ett 40-tal boskapsvaktande hundar. De raser som används i Sverige är maremmano abruzzese, pyrenéerhund, kangal och blandras (mellan pyrenéer och cão da serra da estrela).